# كاتي أندروود
كاتي أندروود (بالإنجليزية: Katie Underwood)‏ هي مغنية أسترالية، ولدت في 23 ديسمبر 1975.

## وصلات خارجية
- كاتي أندروود على موقع IMDb (الإنجليزية)
- كاتي أندروود على موقع ميوزك برينز (الإنجليزية)
- كاتي أندروود على موقع ديسكوغز (الإنجليزية)
- كاتي أندروود على موقع قاعدة بيانات الفيلم (الإنجليزية)